# Нижнекамскнефтехим
«Нижнекамскнефтехи́м» (Публичное акционерное общество «Нижнекамскнефтехим») — российская нефтехимическая компания, крупнейшее профильное предприятие в Европе. Входит в холдинг «Сибур». Производство расположено в Нижнекамске (Татарстан).

## История
В 1958 году было принято постановление ЦК КПСС и Совета Министров СССР о строительстве в нижнем течении реки Камы комплекса химических заводов. В 1960 году был утверждён генеральный проект строительства. Строительные работы на площадке комбината были начаты в 1960 году; 31 июля 1967 года предприятие дало свою первую продукцию.
В 1970 году начали работать новые комплексы по изготовлению изопрен-мономеров, изопренового каучука, триметилкарбитола. В 1973 году началась эксплуатация второго блока газофракционирующей установки, что сделало предприятие крупнейшим в своей отрасли в Европе, было начато производство бутилкаучука.
В 1976 году было начато производство этилена, пропилена, бензола и бутадиена, был построен этиленопровод в Казань длиной 280 км, а в 1977 году был построен этиленопровод протяженностью 520 км, проходящий через Уфу, Стерлитамак, Салават.
В 1980-е годы продолжался ввод в строй новых производств.
В 1993 году комбинат был приватизирован как АО «Нижнекамскнефтехим».
Начиная с 1997 года из состава комбината постепенно выделился нефтеперерабатывающий завод, который теперь принадлежит ОАО «ТАИФ-НК».
В 1998 году были построен завод по производству строительного кирпича и крупная станция автогазозаправки. В 2000—2001 были построены цеха по изготовлению нефтеполимерной смолы и олифы. Произведена замена, реконструкция конвекционных и этановых печей. В 2003 году АО «Нижнекамскнефтехим» приобрело землю под объектами предприятия, были созданы и приобретены новые активы (включая «НефтехимСэвилен» и химический завод имени Л. Карпова).
В 2005 году основным акционером АО «Нижнекамскнефтехим» стала группа ТАИФ. В 2021 году в рамках сделки между «ТАИФ» и холдингом «Сибур», предприятие перешло под контроль последнего.

## Собственники и руководство
К 2018 году группа компаний «Таиф» аккумулировала более 75 % голосующих акций предприятия. В 2021 году в рамках объединения активов «Таиф» и «Сибура» «Нижнекамскнефтехим» перешло под контроль холдинга «Сибур», которому принадлежит 83 % акций. Остальные акции, по оценке портала Investfunds, находится в свободном обращении, обычные и привилегированные акции компании торгуются на Московской бирже.
С 2023 года генеральным директором предприятия является Марат Инилович Фаляхов. Ранее, в 1999—2013 годах, эту должность занимал Бусыгин Владимир Михайлович.
Председатель Совета директоров ПАО «Нижнекамскнефтехим» — Игорь Георгиевич Климов, который в 2023 году сменил на этом посту Михаила Карисалова.

## Деятельность
Компания выпускает более 120 видов продукции. Основным видом продукции предприятия являются синтетические каучуки и пластики.
Компания является мировым лидером по выпуску изопренового каучука, третьим в мире поставщиком бутиловых каучуков. Это позволяет компании входить в десятку крупнейших мировых производителей синтетического каучука.
Также «Нижнекамскнефтехим» производит нефтехимическую продукцию на основе олефинов и их производных — полиэфиры, гликоли и гликолевые эфиры, тримеры и тетрамеры пропилена, поверхностно-активные вещества и другие виды химической продукции, являясь значимым участником российского рынка. В частности предприятие является единственным российским крупнотоннажным производителем простых полиэфиров на основе окиси пропилена, единственным в России производителем тримеров и тетрамеров пропилена, неионогенных поверхностно-активных веществ (ПАВ) на основе алкилфенолов и вторым крупнейшим российским поставщиком оксида этилена и этиленгликолей.
В мае 2021 года в ПАО «Нижнекамскнефтехим» открыли производство растворного бутадиен-стирольного синтетического каучука (ДССК) мощностью 60 тысяч тонн в год. Инвестиции в предприятие составили 11,3 млрд рублей.
ДССК до этого доставляли из-за рубежа, каучук востребован при производстве шин и резинотехнических изделий, увеличивая срок службы и улучшая сцепление с поверхностью.
Также на производстве будут выпускать стирол-бутадиен-стирольные термоэластопласты (ТЭП). Эти полимеры используют в качестве добавок к асфальтобетонному покрытию и кровельным материалам для увеличения срока службы и возможности многократной переработки без ухудшения качественных характеристик.

### Производственный комплекс
Производственный комплекс акционерного общества включает в себя 6 заводов основного производства и вспомогательные цеха:
- Завод бутилового каучука (БК),
- Завод синтетических каучуков (СК),
- Завод пластиков,
- Завод мономеров,
- Завод органического синтеза,
- Завод этилена.

Также в предприятие входят научно-технологический центр, проектно-конструкторский центр и учебный центр по подготовке персонала.

### Энергоснабжение
Для энергоснабжения завода на его территории была построена Нижнекамская ТЭЦ-1 (введена в строй в 1967 году).
В 2008 году введен в строй собственный источник электроэнергии — газотурбинный энергоблок мощностью 75 МВт и теплопроизводительностью 120 Гкал/час. При этом компания оставалась крупнейшим в Татарстане потребителем электрической и тепловой энергии, вырабатываемой «Татэнерго». Установка ГТУ-75 состоит из трёх газовых турбин MS 5001, трёх компрессоров 2НМ/1 производства General Electric и трёх котлов-утилизаторов П-110 производства «ЗиО-Подольск».
В 2022 году «Нижнекамскнефтехим» запустил собственную тепловую электростанцию с газотурбинной установкой (ПГУ-ТЭС, Лемаевская ПГУ). Парогазовая установка мощностью 495 МВт предназначена для обеспечения электроэнергией и паром действующих и новых производств компании. Топливом для ПГУ-ТЭС являются отдувки производств предприятия (метановодородная фракция, сингаз), которые частично сжигаются на факельных установках, с добавлением природного газа.

### Рейтинги
Рейтинговое агентство «Эксперт РА» в 2018 году присвоило ПАО «Нижнекамскнефтехим» рейтинговую оценку ruAA- со стабильным прогнозом, в 2019 году рейтинг был понижен до ruA+, в 2020 до ruA-. В 2021 году рейтинг повысили до ruAА-, в 2022 году до ruAAA. На этом уровне рейтинг подтверждался в 2023-2025 годах.
В 2024 году рейтинговое агентство АКРА присвоило  ПАО «Нижнекамскнефтехим» рейтинговую оценку AAА(RU) со стабильным прогнозом, в 2025 году рейтинг был подтверждён.

## Инвестиционная программа
Инвестиционная программа «Нижнекамскнефтехим» реализуется по трем основным направлениям.

### Этиленовый комплекс ЭП-600
Новый этиленовый комплекс ЭП-600 «Нижнекамскнефтехима» — один из крупнейших инвестпроектов российской нефтехимии, часть Стратегии развития химического и нефтехимического комплекса России. Запуск запланирован на конец 2024 года.

### Производство гексена
СИБУР реализует на площадке «Нижнекамскнефтехима» проект по производству гексена — полупродукта для производства базовых полимеров и других продуктов нефтехимии. Строительство установки ведется с 2022 года на базе собственной технологии компании, разработка велась последние несколько лет силами RND-центров СИБУРа — НИОСТ и Полилаб. 
Новое производство встроится в цепочку этиленопотребления, используя в качестве сырья этилен со строящегося комплекса ЭП-600. Производство планируется ввести в эксплуатацию во второй половине 2024 года.

### ГБК-200
В 2023 году «Нижнекамскнефтехим» — единственный производитель галобутиловых каучуков в России — завершил реконструкцию производства ГБК, нарастив объём выпуска со 150 тысяч до 200 тысяч тонн в год. Увеличение выпуска ГБК предусматривало строительство шести новых, остальные 16 установок были технически перевооружены.

## Социальная ответственность
В 2022 году Нижнекамск вошел в список городов, которые охватывает масштабная программа социальных инвестиций СИБУРа «Формула хороших дел». Корпоративная благотворительная программа СИБУРа стартовала в 2016 году, объединяет социально-значимые инициативы компании. Программа была отмечена «Премией HR-бренд 2017» как лучший социальный проект. Программа действует в 18 ключевых городах присутствия компании и охватывает 7 приоритетных направлений социальной сферы: развитие городов, образование и науку, спорт и здоровый образ жизни, охрану окружающей среды, инклюзию, культуру и волонтерство.
В 2023 году при поддержке лесоклиматической программы СИБУРа «Зеленая формула» на территории обновленного променада на Баки Урманче появился сирингариум с 36 сортами сирени. Большой сад включает тысячу кустов ароматной сирени.
«Нижнекамскнефтехим» поддерживает нижнекамские футбольный и хоккейный клубы «Нефтехимик».

## ESG-стратегия
С 2019 года в СИБУРе действует стратегия в области устойчивого развития.
2 февраля 2022 года Росприроднадзор и «Нижнекамскнефтехим» подписали Соглашение о природоохранных мероприятиях. Документ закрепляет программу реализации природоохранных мероприятий и внедрение решений, нацеленных на снижение воздействия на окружающую среду. На выполнение 9 крупных экологических проектов в рамках Соглашения компания направила порядка 7 миллиардов рублей.
В числе основных проектов — третий этап реконструкции биологических очистных сооружений (БОС) и полигона захоронения отходов, рекультивация илонакопителей в районе села Борок, строительство локальных очистных сооружений и установки обезвреживания жидких отходов на новом этиленовом комплексе ЭП-600 и строительство факельной системы с бездымным сжиганием.
В рамках лесоклиматической программы СИБУРа «Зеленая формула» за два года компания высадила в Нижнекамске 584 тысячи саженцев на земельных участках общей площадью почти 170 гектаров.
В список мероприятий соглашения нижнекамского предприятия СИБУРа с Росприроднадзором также входит восполнение биоресурсов. До 2027 года «Нижнекамскнефтехим» планирует выпустить 1 млн мальков стерляди.

## Цифровизация
В июле 2022 года на «Нижнекамскнефтехиме» стартовала программа цифровизации производств. С этого времени на предприятии заработала новая структура — «Цифровой офис».
Цифровая трансформация позволит повысить эффективность деятельности, модернизируя свои организационные, производственные и бизнес-процессы, используя современные достижения четвертой промышленной революции. Уровень технологического оснащения предприятий СИБУРа является одним из самых высоких в России.
Планируемый экономический эффект НКНХ до конца 2026 года благодаря внедрению новых цифровых инструментов — 2,6 млрд рублей.

## Критика
В марте 2022 года рабочие турецкой фирмы «Гемонт» устроили забастовку на строящемся этиленовом комплексе ЭП-600. Из-за резкого падения курса рубля иностранные рабочие потеряли в зарплате. Зарплата турецких рабочих была привязана к иностранной валюте — это изначально оговорено трудовым договором. Несмотря на это, рабочие получили деньги, исходя из старого курса, что и спровоцировало взрыв недовольства. Забастовка быстро закончилась, так как требования были полностью удовлетворены. Представитель НКНХ подчеркнули: выплаты в адрес «Гемонта» производятся в срок и в полном объеме.
Тогда же выяснилось, что строительная фирма регулярно задерживала выплаты своим субподрядчикам. Проблемы у подрядной фирмы начались раньше. Но аудит ЭП-600 стал возможен только после покупки НКНХ СИБУРом у ТАИФа.
В июне того же года «Нижнекамскнефтехим» расторгнул контракт с ООО «Гемонт» (дочерняя компания турецкой Gemont) по строительству установки этилена ЭП-600 из-за того, что подрядчик не может вести работы по графику.
В конце июня рабочие «Гемонта» снова организовали акцию протеста: 1,5 тыс. человек не могли уехать на родину из-за задержек по зарплате. На следующий день СКР по Татарстану провел повторные обыски в нижнекамском офисе «Гемонта» в рамках дела об уклонении от уплаты налогов. Сумма долга превысила 1 млрд руб. Пресс-служба «Нижнекамскнефтехима» сообщала, что компания «обеспечит целевое финансирование погашения задолженности „Гемонтом“ перед своими сотрудниками» и поможет им вернуться на родину в Турцию.